# Alchemilla firmiana
Alchemilla firmiana é uma espécie de rosácea do gênero Alchemilla, pertencente à família Rosaceae.